# لیسی چابرت
لیسی نیکول چابرت (به انگلیسی: Lacey Chabert) (زاده ۳۰ سپتامبر ۱۹۸۲) بازیگر آمریکایی است. از فیلم‌های او می‌توان به ارواح دوست دخترهای سابق، اعمال کثیف و مهدکودک بابا اشاره کرد. وی همچنین صداپیشه نقش گوئن استیسی در کارتون مرد عنکبوتی خارق‌العاده نیز بود